# Élysée-palota
Az Élysée-palota (francia Palais de l'Élysée) 1848 óta a francia köztársasági elnök hivatalos rezidenciája.
Ennek eredete 18. századi. Itt van az elnök hivatala és a francia kormány ülésterme.
Az Élysée-palota a Champs-Élysées közelében helyezkedik el, a 8. kerületben (8e arrondissement). Az Élysée név a görög Élüszion szóból származik, ahol a görög mitológiában az istenek kegyeltjei kaptak helyet haláluk után. A Champs-Élysées kifejezés a magyar irodalmi nyelvben „az elíziumi mezők” formában ismeretes. 
A fontos külföldi látogatókat a közeli Hôtel de Marigny rezidencián szállásolják el.

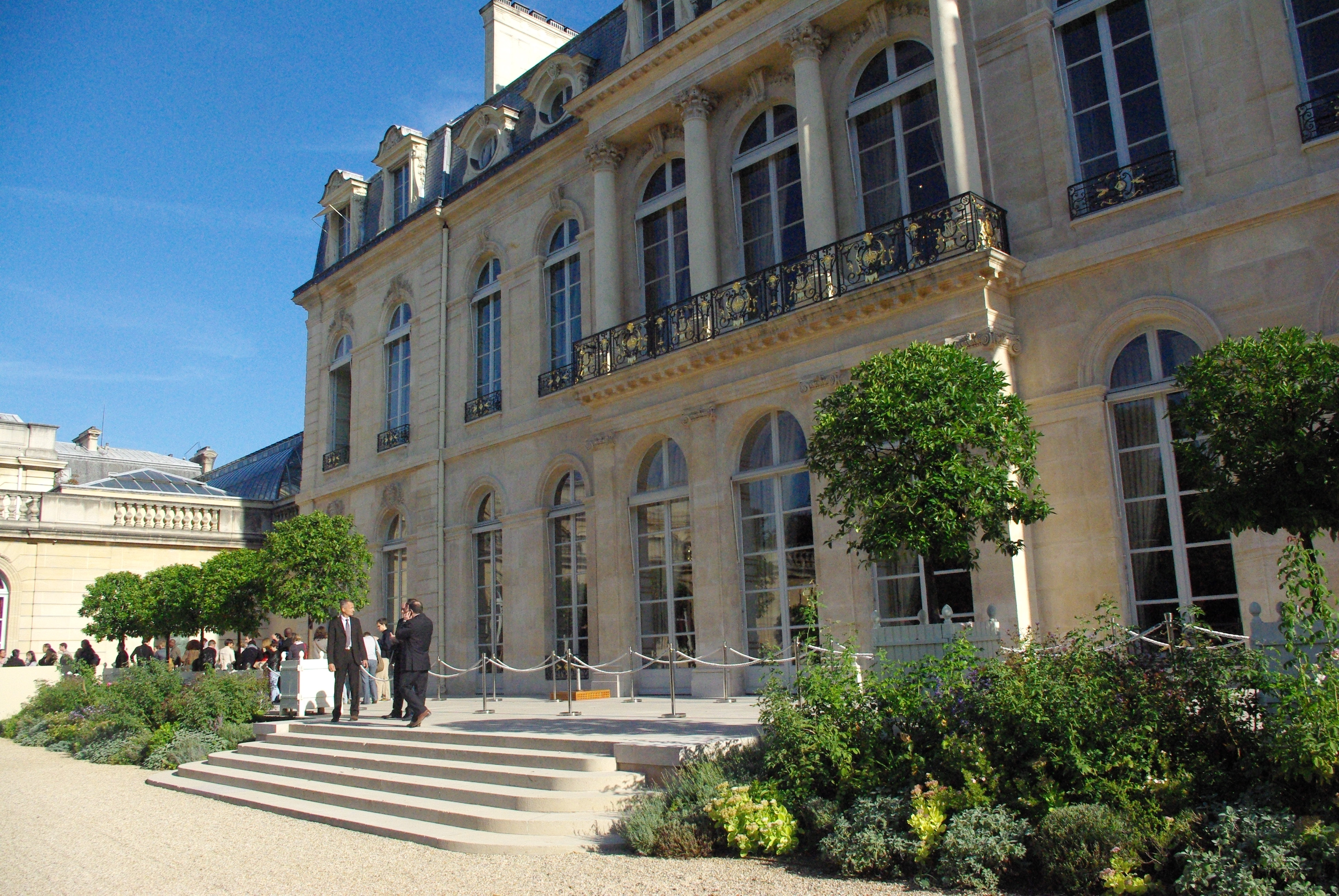
A homlokzat a kertből

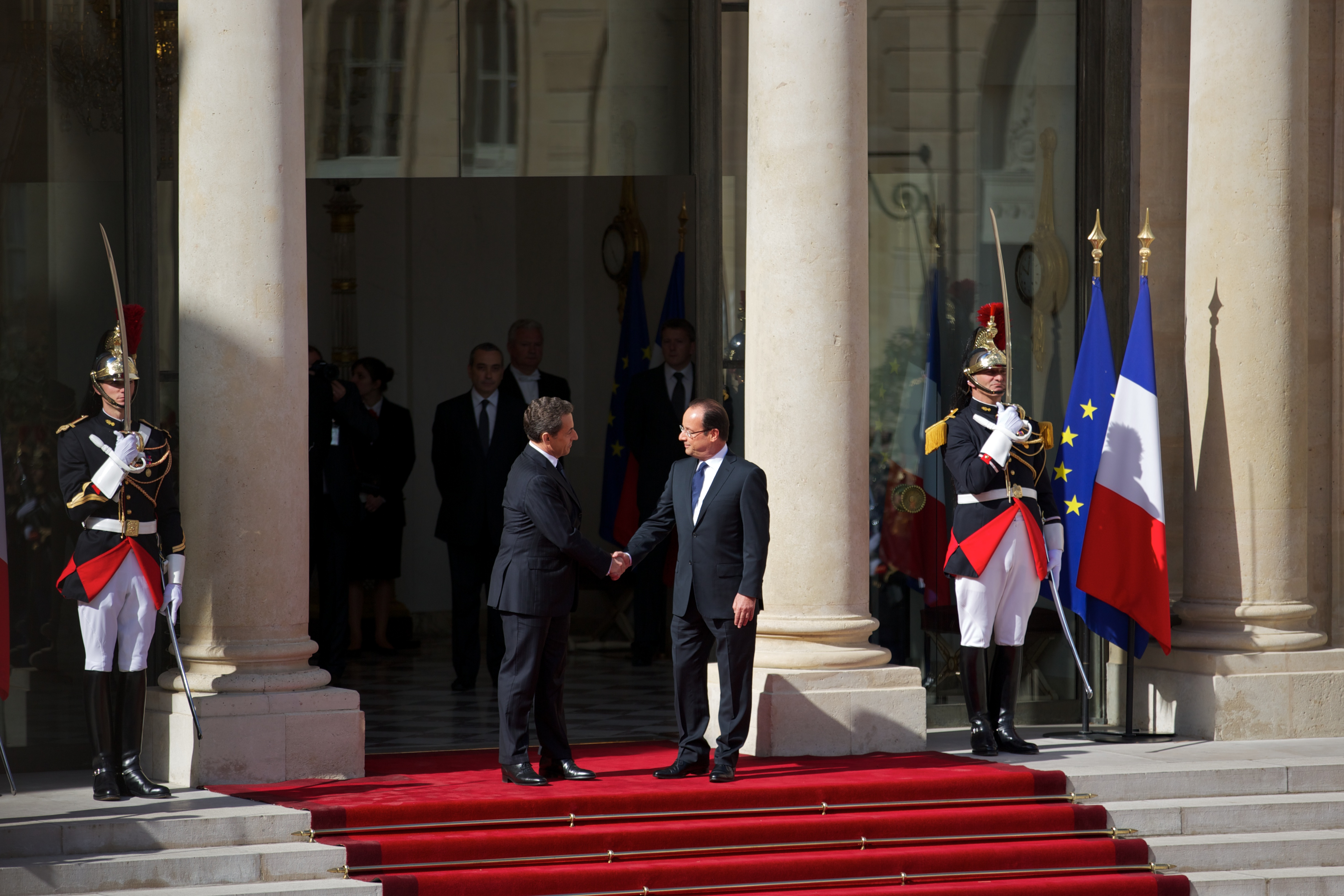
Nicolas Sarkozy átadja az elnöki posztot François Hollandenak a Köztársasági gárda katonái közt a belső udvarban.

## Története

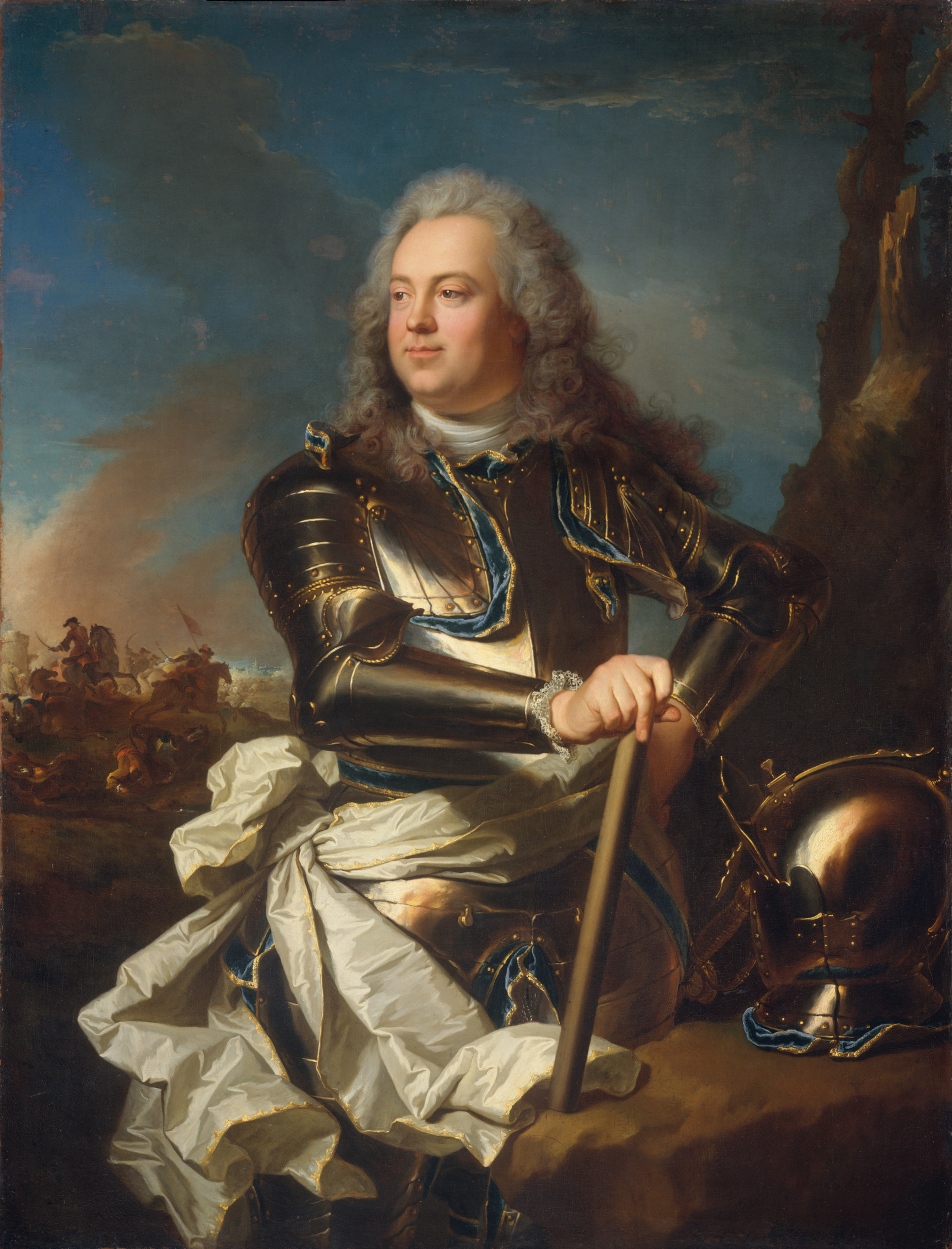
Évreux grófja, Hyacinthe Rigaud képe, c. 1720.

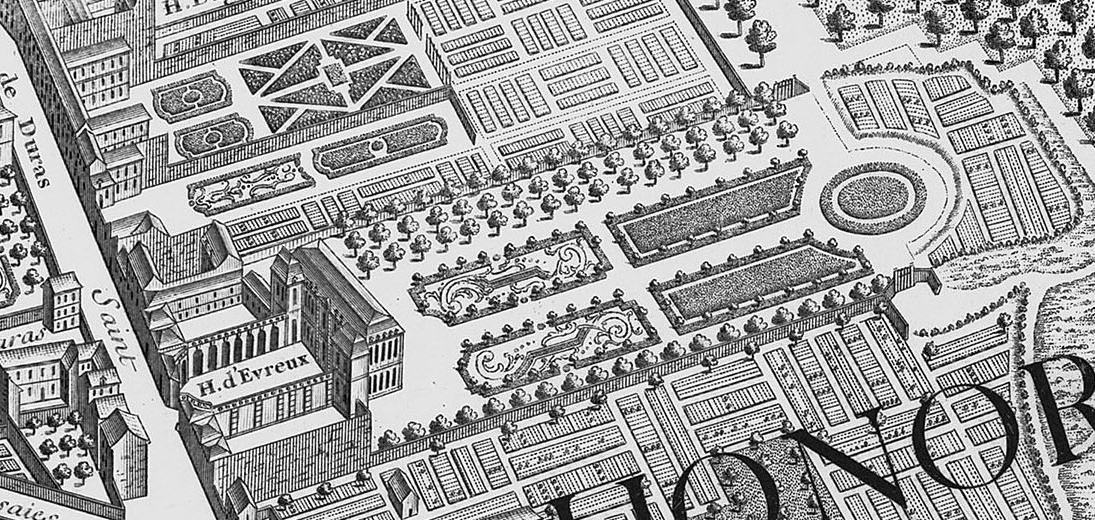
Az Hôtel d'Évreux és kertjei c. 1737.

Armand-Claude Molet építésznek volt egy telke a Párizstól nyugatra fekvő Roule faluba tartó út mentén (a mai Rue du Faubourg Saint-Honoré), amely hátul egy királyi tulajdonú telekkel, a Grand Cours-ral, a Champs-Élysées-n keresztül. 1718-ban ezt eladta Louis Henri de La Tour d’Auvergne-nek, Évreux grófjának. Az egyezség köztük az volt, hogy Mollet hôtel particulier stílusú rezidenciát épít a grófnak, cour d’honneur-rel  (díszudvarral), hátul kerttel.
Az Hôtel d’Évreux 1722-ben készült el, és bár azóta többször is alakítottak rajta, a francia klasszicista építészet szép példája maradt. Amikor 1753-ban meghalt, Évreux grófja Párizs legcsodáltabb házát hagyta maga után. Az épületet maga a király, XV. Lajos vásárolta meg, de nem maga, hanem szeretője, Madame de Pompadour számára. Azok közül, akik számára ez visszatetsző volt, feliratokat akasztottak a kapukra, ilyen feliratokkal: „A király szajhájának háza”. A márkiné halála után a palota visszaszállt a koronára.
1773-ban a palotát Nicolas Beaujon, a királyi udvar bankárja és egyúttal Franciaország leggazdagabb embere vásárolta meg, akinek mesés festmény gyűjteménye elhelyezéséhez szüksége volt egy fényűző „vidéki házra”. (Ez a terület abban az időben még Párizs határán kívül feküdt.) A bankár Étienne-Louis Boullée építészt bízta meg, hogy jelentős átalakításokat végezzen az épületen, egyszersmind tervezzen hozzá egy angol stílusú kertet. Hamarosan olyan mesterművek kerültek ide, mint az ifjabb Holbein A nagykövetek című képe (amely ma a londoni Nemzeti Képtárban van), vagy Frans Hals A bohémiai című festménye (ma a Louvre-ban). Az átalakítások és a képek nemzetközi hírnevet szereztek a palotának, Párizs egyik legnevezetesebb házának tartották.
A palotát és a kertet 1787-ben Bathilde d’Orléans Bourbon hercegnő vásárolta meg 1,3 millió livre-ért. Ő volt, aki először használta a palotára az Élysée nevet. A hercegnő a kertbe villák csoportját építtette, amelyeket Hameau de Chantilly névre keresztelt, a Hameau mintájára, amely az apósáé volt a chantilly-i kastélyban. A francia forradalom idején a hercegnő elmenekült az országból. Az Élysée-t elkobozták és bérbeadták. A kert Hameau de Chantilly név alatt ivó-evő-táncoló hely lett, a szobák pedig játékkaszinó-helyiségekké.
Az Élysée-t 1803-ban Joachim Murat-nak adták el, 1808-ban pedig Napóleon császárnak. Ekkor Élysée-Napoléon néven emlegették. A waterlooi csata után Napóleon visszatért az Élysée-be és itt írta alá lemondását a trónról 1815. június 22-én. Június 25-én hagyta el végleg a palotát.
Korábban, 1814-ben a Napóleon elleni győztes szövetséges seregekben szolgáló kozákok táboroztak az Élysée-ben.
Az ingatlan később visszakerült eredeti tulajdonosához, a Bourbon hercegnőhöz, aki 1816-ban eladta királyi unokatestvérének, XVIII. Lajosnak.

### Elnöki rezidencia lesz
A Második Köztársaság ideiglenes kormánya  idején a Nemzeti Élysée (Élysée National) nevet kapta, és ekkor lett a köztársaság elnökének hivatalos rezidenciája. Az elnök több más hivatalos rezidenciát is használhat, köztük a rambouillet-i kastélyt, 45 kilométerre délnyugatra Párizstól, és a Marseille közelében fekvő Brégançon-erődöt (Fort de Brégançon).
1853-ban, a Második Köztársaságnak véget vető államcsíny (coup d’état) után III. Napóleon császár megbízta Joseph-Eugène Lacroix építészt a palota renoválásával. Ő maga a közeli Tuileriákba költözött, de megtartotta az Élysée-t, olyan diszkrét helyként, ahol a szeretőivel találkozhat. Egy titkos alagúton közlekedett a két palota között, amelyet azóta megszüntettek. Mióta Lacroix 1867-ben befejezte munkáját, az Élysée külseje lényegében nem változott.
III. Napóleon bukása 1871-ben véget vetett a palota monarchikus korszakainak. Adolphe Thiers elnök mindössze egy hónapot töltött itt 1872-ben. 1873. július 15-én Patrice de Mac-Mahon elnök az Élysée-ben fogadta az új Köztársaság első külföldi uralkodói látogatóját, Naszreddin perzsa sahot, majd feleségével és négy gyermekével 1874 szeptemberétől ide is költözött. Törvényt csak 1879 január 22-én hoztak arról, hogy az Élysée a francia elnökök hivatalos rezidenciája.
In 1899-ben Félix Faure lett az első elnök, aki az Élysée palotában halt meg.

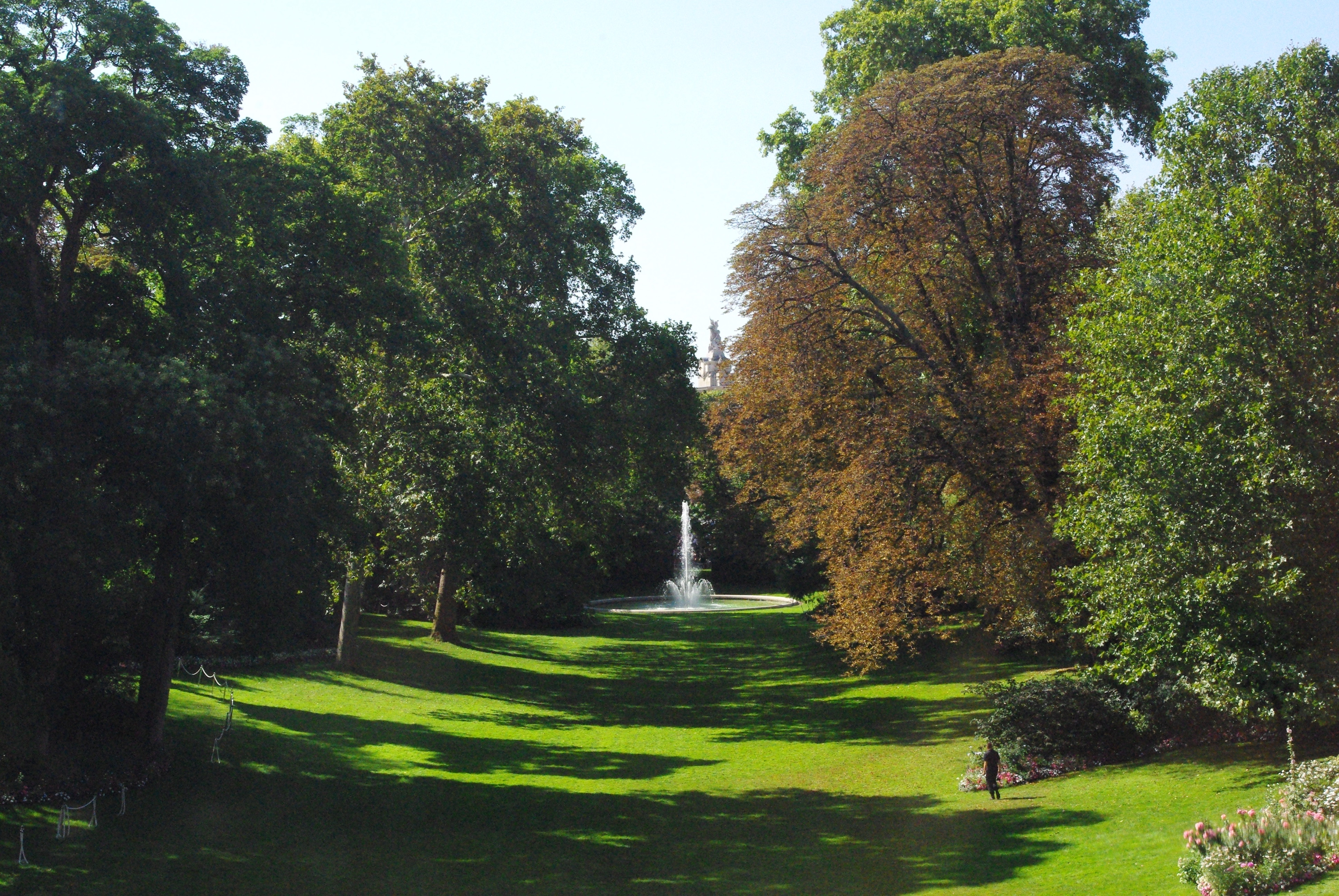
Az Élysée-palota kertjei

### A 20. századtól
1906 február 18-án történt először, hogy az elnöki mandátumot a palota lépcsőin adták át.
Az ezutáni átalakítások jelentősen módosítottak a palota belső díszítésén és modernizálták felszereléseit. Az első liftet Armand Fallières alatt illesztették be, Raymond Poincaré fejezte be a palota villanyosítását, Albert Lebrun építtette ki a központi fűtést. az első világháború idején Poincaré papírral vonatta be a palota ablakait, hogy nehogy betörje őket a német bombázás okozta vibráció.
1940 júniusában a palotát lezárták és üresen maradt egészen a második világháború vége utánig. Első új lakója 1946-ban Vincent Auriol lett, az ideiglenes kormány elnöke, majd 1947 és 1954 között a Negyedik Köztársaság első elnöke.
1959 és 1969 között a palotát Charles de Gaulle foglalta el, az Ötödik Köztársaság első elnöke. De Gaulle-nak nem tetszett, hogy a palota nem nyújtott elvonultságot, mint mondta: „nem tetszik annak a gondolata, hogy pizsamában kóborló királyokba botlok a folyosómon”. Az ő idejében vásárolta meg az állam a fényűző  Hôtel de Marigny-t, ahol a külföldi állami vezetőket szállásolják el.
Az 1970-es években Georges Pompidou újraterveztette Pierre Paulinnel a palota egyes régi szobáit.
A szocialista François Mitterrand, aki 1981 és 1995 között volt elnök, úgy hírlett, ritkán használta az Élysée-t, mert jobban szerette a Szajna bal partján lévő saját otthona meghittségét. A közelben, a Palais de l’Alma egyik lakásában lakott kedvese, Anne Pingeot, akivel közös lányuk is született, Mazarine Pingeot.
Utódja, Jacques Chirac végig az Élysée-ben lakott feleségével, Bernadette-tel 1995 és 2007 között, amikor két elnöki ciklusát töltötte.
Chirac 105 százalékkal megemelte az Élysée költségvetését, évi 90 millió euróra, a L’argent caché de l’Élysée című könyv szerint. Évente egy millió eurót költöttek a palotába meghívott vendégek számára felszolgált italra, 6,9 millió eurót az elnöki személyzet jutalmazására és 6,1 millió eurót arra a 145 alkalmazottra, akiket Chirac felvett.
Az Élysée kertjében 2010-ig minden évben ünnepi fogadást adott az elnök a Bastille-napon. Ekkor Nicolas Sarkozy elnök, a magas francia államadósságra és a gazdasági válságra hivatkozva véget vetett a fogadások szokásának.
Az Élysée jelenlegi lakója Emmanuel Macron, aki 2017 óta elnök.

## Leírása

Palais de l'Élysée, Paris.

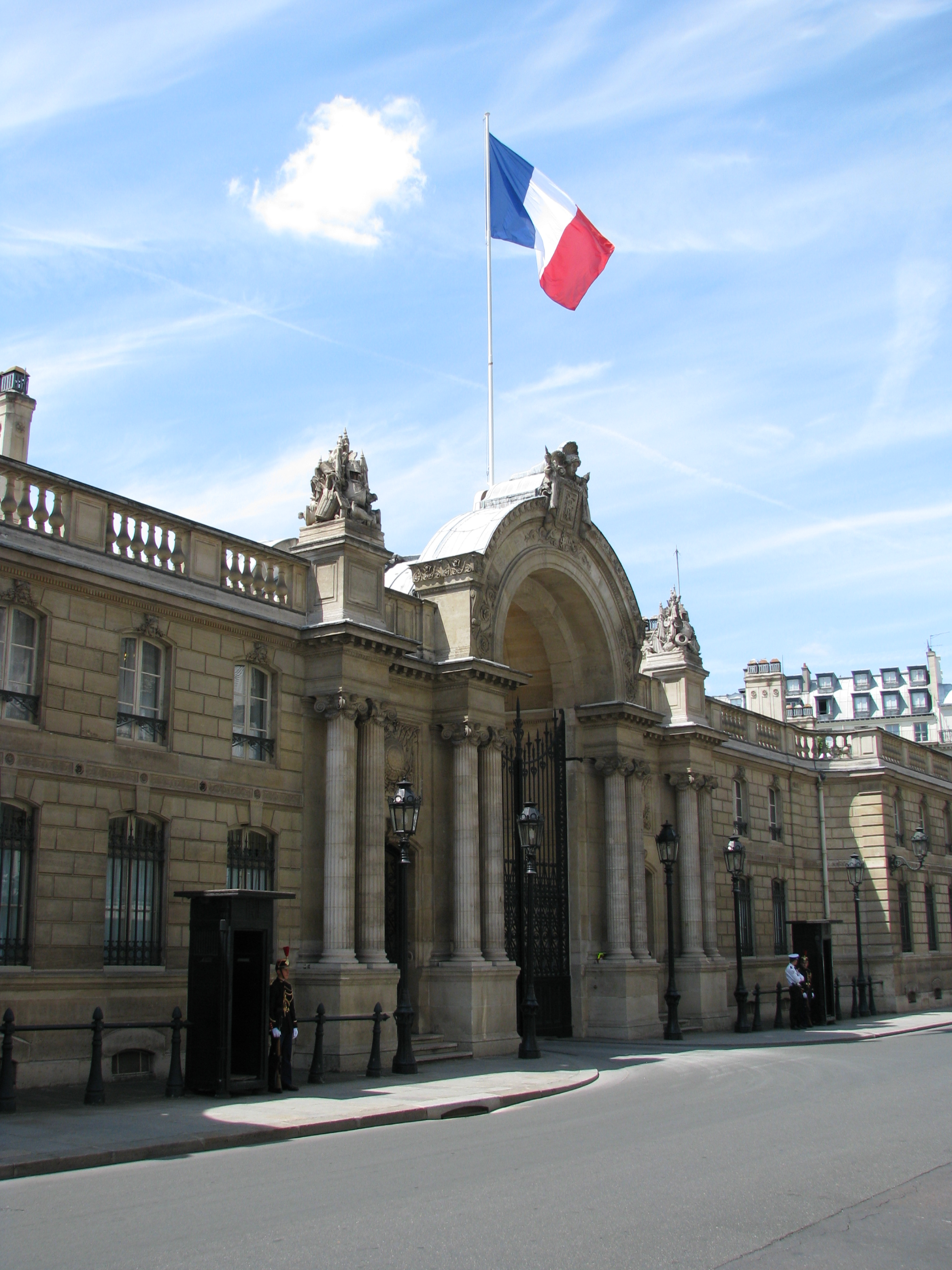
A bejárati kapu a Rue du Faubourg Saint-Honorén

A gondosan őrzött palota címe Rue du Faubourg Saint-Honoré 55. Az Avenue de Marigny kereszteződésénél található. A monumentális, négy oszlopos kapu, amelyet baluszter tetejű falak fognak közre, nagy kerek, ünnepélyes hangulatú udvarra vezet, amely kiemeli az épület fontosságát. A főépület francia klasszicista stílusú. A bejárati hall az udvarral és a kerttel van egy vonalban. A hosszú központi épület közepét egy nagy lakosztály foglalja el, amelyet a kertbe nyíló nagy szalon metsz át. Ennek az épületnek a középső része háromszintes, és két kétszintes szárny csatlakozik hozzá: jobbra az Appartement des Bainsbalra a  Petit Appartement (privát apartment). A francia stílusú kert középső útja a központi épülethez igazodik. Mintás virágágyak, gesztenyefák és sövények sorai szegélyezik.

## Fordítás
- Ez a szócikk részben vagy egészben  az   Élysée Palace című angol Wikipédia-szócikk ezen változatának fordításán alapul.  Az eredeti cikk szerkesztőit annak laptörténete sorolja fel. Ez a jelzés csupán a megfogalmazás eredetét és a szerzői jogokat jelzi, nem szolgál a cikkben szereplő információk forrásmegjelöléseként.